# Forsbacka kyrka
Forsbacka kyrka är en kyrkobyggnad som tillhör Valbo församling i Uppsala stift. Kyrkan är centralt belägen på en skogklädd kulle i Forsbacka samhälle.

## Historik

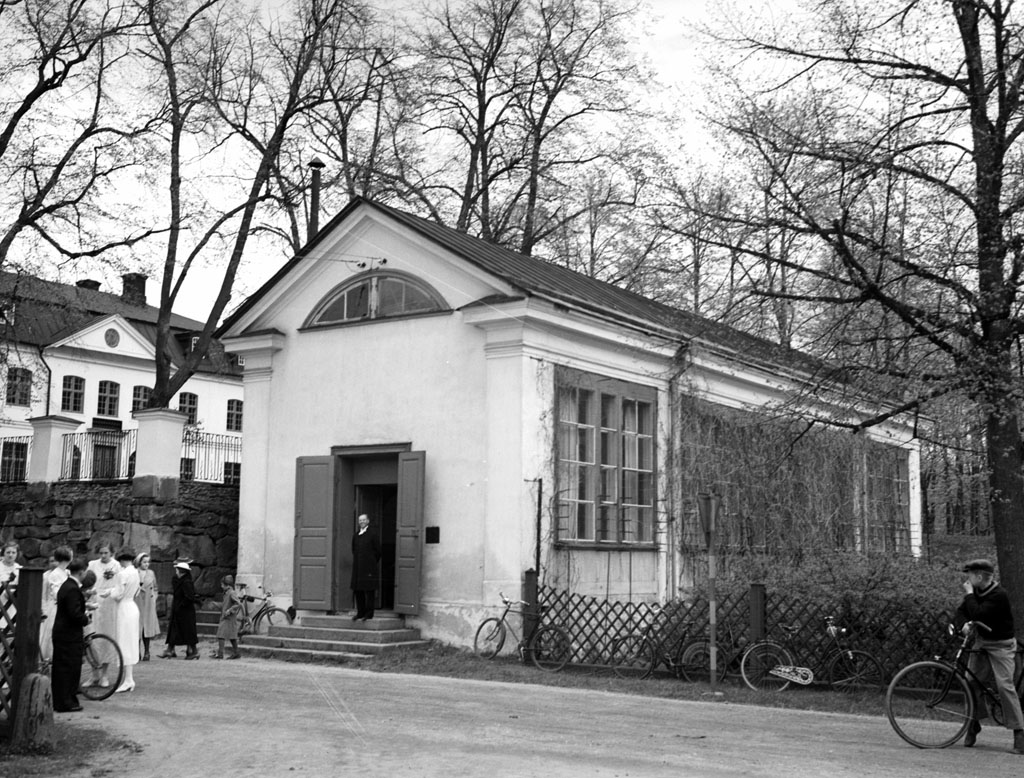
Gamla gudstjänstlokalen vid Forsbacka herrgård, omkring 1930.

Under 1600-talet och 1700-talet växte Forsbacka brukssamhälle upp. Dess invånare fick färdas 1 mil för att komma till Valbo kyrka. 1840 fick Forsbacka egen gudstjänstlokal och brukspredikant. Gudstjänstlokalen var provisoriskt inrymd i ett orangeri i närheten av Forsbacka herrgård. Redan under 1800-talet fördes konkreta diskussioner kring ett nytt kyrkbygge, vilka emellertid inte realiserades förrän 1963. Kyrkan uppfördes i funktionalistisk stil efter ritningar av Jörgen Fåk och invigdes annandag pingst 1965.
Till kyrkan var ursprungligen Forsbacka kammarkör knuten. Den bildades 1962 som ett komplement till kyrkokören och hette då Lilla kören. Efter utökning av antalet korister fick den 1968 sitt nuvarande namn. 

## Kyrkobyggnaden
Kyrkan har en originell åttkantig plan som påminner om en båtform. I sydväst finns ett vidbyggt vapenhus (kyrkans entré) och i nordost en vidbyggd sakristia. Exteriören är klädd med rött fasadtegel. Smala, rumshöga ljusspalter av betongglas släpper in dagsljuset. Yttertaken är valmade och klädda med koppar. 
Kyrkorummets väggar är vitputsade och innertaket klätt med furupanel. Taket bärs upp av vita, kryssformade valvribbor. Altaret är placerat i oktogonens östhörn. De fasta bänkarna är av furu och golvet är belagt med öländsk kalksten.
I anslutning till kyrkan står en klockstapel, även den ritad av Jörgen Fåk. Administrationsbyggnaden norr om kyrkan, Mariagården, tillkom först 2009. 
Kyrkan ska inte förväxlas med Forsbacka kapell som uppfördes 1918 - 1919 och står intill ortens kyrkogård (arkitekt Lewerentz & Stubelius).

## Inventarier
- Altaret är byggt av slaggsten från Forsbacka bruk. Tillhörande altarprydnad är gjord av konstnären Harry Svensson.
- Dopfunten är ritad av Jörgen Fåk. Dess underdel är gjuten vid Forsbacka bruk 1965.
- Predikstolen tillverkades 1731 och fanns ursprungligen i Hallaryds kyrka. Den köptes in och skänktes till kyrkan.
- Målningar och träskulpturer är från Hallaryd.
- Läktarorgeln är tillverkad av Grönlunds orgelbyggeri

### Webbkällor
- anläggningspresentation
- Valbo församling